# Żakiet (strój męski)

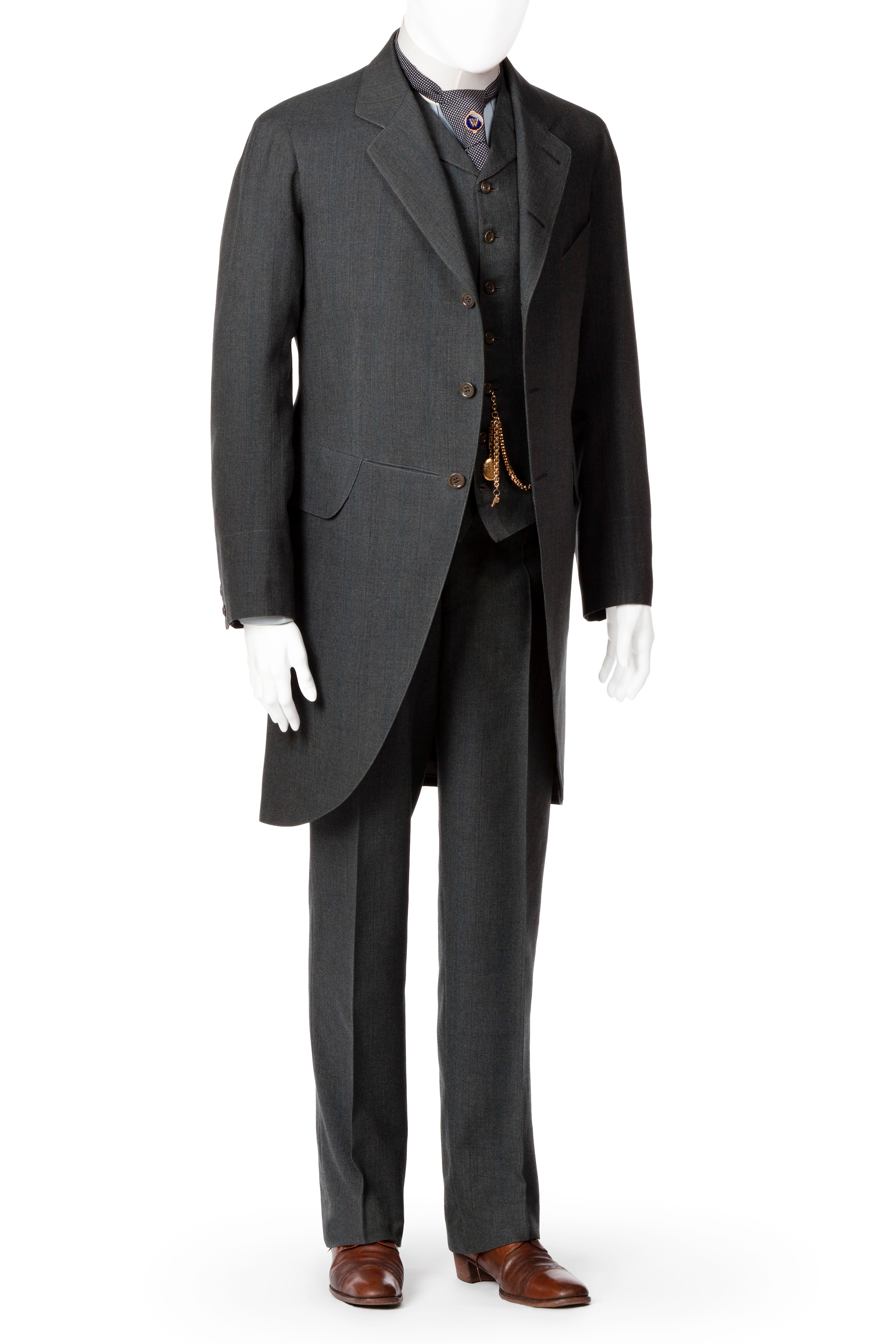
Żakiet (jaskółka)

Żakiet, także jaskółka (ang. morning dress, morning coat, cutaway)  – oficjalny, elegancki, męski strój dzienny. Nie należy mylić go z frakiem. Składa się z:
- szaro-czarnej marynarki o długich połach[3], sięgających kolan z tyłu;
- sztuczkowych spodni, zwykle w innym kolorze.

W zależności od okazji pod marynarką nosi się jasnoszarą lub czarną kamizelkę. Do tego:
- biała koszula,
- popielaty lub czarnoszary krawat,
- gładkie, czarne buty (nie lakierki),
- czarne lub czarnoszare skarpetki,
- biała poszetka w kieszonce.

Żakietu używa się tradycyjnie podczas oficjalnych uroczystości: ślubu, składania życzeń głowie państwa (czarna kamizelka), pogrzebu (czarny krawat), składania listów uwierzytelniających. Żakiety, popularne w krajach anglosaskich, powracają do użycia w Polsce. Są mylone z frakami lub surdutami. Czasami też (błędnie) nazywa się żakietem smoking z klapami frakowymi (spiczastymi) w odróżnieniu od smokinga z kołnierzem szalowym. 
Jest to formalny strój  dzienny, więc powinien być noszony w ciągu dnia, do godziny 18.00 lub do zmroku.